# Wystan Hugh Auden
W. H. Auden (Wystan Hugh Auden, York, Inglaterra, 21 de febrero de 1907-Viena, Austria, 29 de septiembre de 1973) fue un poeta y ensayista británico, nacionalizado estadounidense en 1946.

## Trayectoria
Nació en York (Inglaterra) en una familia de la baja nobleza donde abundaban los clérigos anglicanos de orientación procatólica, hijo del médico George Augustus Auden, profesor de Salud Pública en la Universidad de Birmingham, y de Constance Rosalie Bicknell. Fue el menor de tres hermanos: el mayor, George Bernard Auden, se convertiría en un granjero, y el segundo, John Bicknell Auden, en geólogo.
En 1908 su familia se mudó a Homer Road en Solihull, cerca de Birmingham, a causa del trabajo del padre; el paisaje minero de los Peninos aparecerá frecuentemente en su obra. Asistió a la Saint Edmund's School de Hindhead (Surrey), donde conoció a Christopher Isherwood, más tarde famoso como novelista, y a los trece fue a la Escuela Gresham de Norfolk, donde descubrió su vocación poética y publicó poemas en revistas escolares. En 1925 marchó a la Universidad de Oxford con una beca en biología, pero se cambió al inglés en su segundo año. Estaba en el colegio de Christ Church. Wystan estaba perdiendo la fe y discutía a menudo con su compañero de escalera, el futuro sacerdote anglicano A. S. T. Fisher, un homosexual que le presentó de nuevo a su antiguo condiscípulo Isherwood, con quien entabló una relación abierta. En Oxford se interesó en especial por la poesía inglesa antigua a través de las conferencias de J. R. R. Tolkien. Los amigos que conoció en Oxford incluyen a Cecil Day-Lewis, Louis MacNeice y Stephen Spender, identificados durante los años treinta por la crítica, aunque incorrectamente, como el "Grupo Auden" por sus puntos de vista compartidos (aunque no idénticos) de izquierda. 
Auden dejó Oxford en 1928 con un título de tercera clase y a finales de ese año abandonó Gran Bretaña durante nueve meses y se fue a Berlín, hastiado en parte por la intolerancia y la represión de la sociedad inglesa. En Berlín experimentó por primera vez el malestar político y económico que se volvería uno de sus temas centrales. Al regresar a Gran Bretaña en 1929 trabajó brevemente como tutor. En 1930 su libro Poems fue aceptado por T. S. Eliot para que lo imprimiera Faber and Faber, editorial que adoptó para todos sus libros desde entonces. De ese mismo año hasta 1935 estuvo como maestro de escuela para niños: dos años en la Academia Larchfield de Helensburgh (Escocia) y tres años en la escuela Downs de Malvern Hills, donde fue un maestro muy querido. En esta última, en junio de 1933, experimentó lo que luego describió como una "visión de ágape" mientras estaba sentado con tres compañeros en la escuela y descubrió de repente que los amaba por sí mismos y su existencia tenía un valor infinito para él; esta experiencia, dijo, influyó más tarde en su decisión de volver a la Iglesia Anglicana en 1940.
En enero de 1937 viajó a España para apoyar al bando republicano en la guerra civil española. Su intención era ayudar en cuestiones médicas y sanitarias, y a su regreso a Inglaterra compuso el poema Spain a fin de recaudar fondos para la Ayuda Médica Española. En 1939 Auden se trasladó a Estados Unidos, donde se naturalizó ciudadano estadounidense en 1946. 
Sus poemas tempranos se escribieron a fines de los años veinte y, desde 1930, alternó un estilo telegráfico moderno y otro fluido de corte tradicional, escrito en tono dramático e intenso, con lo que logró una reputación casi profética. Tras su marcha a Estados Unidos, cambió de tono y exploró temas religiosos y dramáticos. Su lírica es conocida por sus novedosos logros técnicos y estilísticos, su compromiso con los principales asuntos morales y políticos de su tiempo y por su gran variedad de tonos, formas y contenidos. Los temas centrales de su poesía son: el amor personal; la política y el concepto de ciudadanía; la religión y la moral y la relación entre los seres humanos como individuos y el anónimo e impersonal mundo de la naturaleza. 
Está considerado como uno de los más grandes escritores del siglo XX, y ha sido —en lengua inglesa— equiparado con Yeats y T. S. Eliot. Fue galardonado con el Bollingen Prize y el National Book Award.
Asimismo, fue un ensayista de primera fila, como el propio T. S. Eliot. Destacan sus estudios sobre Shakespeare, pero también sobre escritores y músicos como Goethe, Virginia Woolf, Valéry, Wilde, Cavafis, Hofmannsthal, Wagner y Verdi.
La Academia Sueca lo consideró candidato al Premio Nobel de Literatura en 1963, cuando formó parte de una lista junto al irlandés Samuel Beckett, el japonés Yukio Mishima, el chileno Pablo Neruda, el danés Aksel Sandemose y el griego Giorgos Seferis. Luego llegó a la terna final junto con Neruda y Seferis, a quien finalmente le fue concedido.

## Vida personal
En 1935, Auden se casó con Erika Mann, la hija del novelista alemán Thomas Mann. Fue un matrimonio de conveniencia para que ella consiguiera la nacionalidad británica y la posibilidad de escapar de la Alemania nazi. Tanto Mann como Auden eran homosexuales.

## Obra
Auden publicó unos cuatrocientos poemas, incluidos siete poemas extensos (dos de ellos de un libro). Su poesía fue enciclopédica en alcances y métodos, desde el modernismo del siglo XX a las formas tradicionales como baladas y quintillas, incluso haikus, un "Oratorio de Navidad" y una égloga barroca en metros anglosajones. El tono y el contenido de sus poemas iban desde clichés de ligeras canciones populares hasta complejas meditaciones filosóficas, desde los callos en los dedos de los pies hasta los átomos y las estrellas, desde las crisis contemporáneas hasta la evolución de la sociedad.
También escribió más de cuatrocientos ensayos, reseñas y recensiones sobre literatura, historia, política, música, religión y muchos otros temas. Colaboró en obras de teatro con Christopher Isherwood y en libretos de ópera con Chester Kallman, y trabajó con un grupo de artistas y cineastas en documentales de la década de 1930 y con el grupo de música antigua Pro Musica de Nueva York en los años cincuenta y sesenta. Sobre estas relaciones escribió en 1964: "La colaboración me ha traído más alegría erótica... que cualquier relación sexual que haya tenido".
Auden reescribió políticamente o descartó algunos de sus poemas más famosos cuando preparó sus últimas ediciones recopiladas; rechazó poemas que le parecieron "aburridos" o "deshonestos" en el sentido de que expresaban puntos de vista que nunca había tenido, pero había utilizado solo porque consideraba que serían retóricamente eficaces. Sus poemas rechazados incluyen "España" y "1 de septiembre de 1939". Su albacea literario, Edward Mendelson, argumentaba al respecto en su introducción a Selected Poems que tal práctica reflejaba su profunda convicción del poder persuasivo de la poesía así como su renuencia a usarla mal (Selected Poems incluye algunos de los poemas que Auden rechazó y textos tempranos de otros que revisó).

### Obra temprana, 1922-39

#### Hasta 1930
Auden comenzó a escribir poemas a los trece años a la manera de los poetas románticos del siglo XIX, especialmente Wordsworth, y otros posteriores con intereses rurales, en particular Thomas Hardy. A los dieciocho años descubrió a T. S. Eliot y asimiló una versión extrema de su estilo. 
A los veinte años encontró al fin su propia voz cuando escribió el poema más tarde incluido en una recopilación "Desde la primera vez que bajó". Este y otros poemas de finales de la década de los veinte tendían a ser de un estilo recortado y elusivo que evocaba, sin describirlos directamente, temas de soledad y pérdida. Veinte de estos poemas aparecieron en su primer libro Poemas (1928), una plaquette impresa a mano por Stephen Spender.
En 1928 escribió su primera pieza teatral, Paid on Both Sides, subtitulada A Charade, que combinaba el estilo y contenido de las sagas islandesas con chanzas de la vida escolar inglesa. Su mezcla de tragedia y farsa y la representación de un ensueño dentro de otra representación teatral introducía los estilos mixtos y el contenido de una gran parte de su obra posterior. Este drama y treinta poemas cortos aparecieron en su primer libro publicado, Poemas (1930, 2.ª edición con siete poemas sustituidos, 1933); los poemas en el libro eran principalmente meditaciones líricas y gnómicas sobre el amor esperado o no consumado, y sobre temas de renovación personal, social y estacional; entre estos poemas estaban "Era Pascua mientras caminaba", "La condenación es oscura", "Señor, ningún enemigo del hombre" y "Esta belleza lunar".
Tema recurrente de estos poemas tempranos es el efecto de los "fantasmas familiares", denominación acuñada por Auden para referirse a los poderosos e invisibles efectos psicológicos de las generaciones precedentes sobre cualquier vida individual y que es también el título de un poema. Tema paralelo y presente a lo largo de su trabajo es el contraste entre la evolución biológica (no elegida e involuntaria) y la evolución psicológica de culturas e individuos (voluntaria y deliberada hasta en sus aspectos subconscientes).

#### 1931-35
El siguiente trabajo a gran escala de Auden fue The Orators: An English Study (1932, ediciones revisadas, 1934, 1966), en verso y prosa y en gran parte sobre el culto a los héroes en la vida personal y política. En los poemas más cortos su estilo se hizo más abierto y accesible, y las exuberantes "Seis Odas"  de Los Oradores reflejan un interés nuevo: el poeta escocés Robert Burns. Durante los siguientes años muchos de sus poemas tomaron su forma y estilo de las baladas tradicionales y canciones populares, pero también de formas clásicas expansivas como las Odas de Horacio, que parece haber descubierto a través del poeta alemán Hölderlin. Alrededor de esta época, sus principales influencias fueron Dante Alighieri, William Langland y Alexander Pope.
Durante estos años expresaba opiniones izquierdistas en gran parte de cuanto escribía, y se hizo ampliamente conocido como poeta político aunque en privado se mostraba más ambivalente en cuanto a la política revolucionaria de lo que muchos críticos llegaron a reconocer; Mendelson argumenta que expuso sus puntos de vista políticos en parte por su sentido del deber moral y en parte para mejorar su reputación, y que más tarde lamentó haberlo hecho. En general, escribía sobre el cambio revolucionario como un "cambio del corazón", transformación de una sociedad desde una cerrada psicología del miedo a una abierta psicología del amor.
Su drama en verso The Dance of Death / La danza de la muerte (1933) fue una extravagancia política en forma de revista teatral que Auden denominó luego "un salto nihilista". Su siguiente obra The Dog Beneath the Skin (1935), escrita en colaboración con Christopher Isherwood, anduvo de la misma manera reformando de un modo casi marxista a los comediógrafos de operetas musicales Gilbert y Sullivan: la idea general de transformación social destacaba más que cualquier acción o estructura política específica. 
The Ascent of F6 (1937), otra pieza escrita en comandita con Isherwood, era en parte una sátira antiimperialista y en parte (en cuanto al personaje del escalador autodestructivo Michael Ransom) un examen de los motivos de Auden para asumir el papel público de poeta político. Esta obra incluye la primera versión de "Funeral Blues" ("Detener todos los relojes"), escrita como el elogio satírico de un político. Después Auden reescribió el poema como una "canción de cabaret" sobre el amor perdido para que la cantara la soprano Hedli Anderson, para quien escribió muchas letras en la década de 1930. En 1935, trabajó brevemente en los documentales producidos por la G. P. O. Film Unit y por entonces compuso su famoso comentario en verso para el documental Night Mail, además de guiones para otros filmes como uno de sus intentos en la década de los treinta para crear un arte social consciente ampliamente accesible.

#### 1936-39
En 1936, el editor de Auden eligió el título Look, Stranger! para una colección de odas políticas, poemas de amor, canciones cómicas, letras meditativas y una variedad de versos intelectualmente intensos pero emocionalmente accesibles; Auden odiaba el título y renombró la colección para la edición estadounidense de 1937 En esta isla. Entre los poemas incluidos en el libro están "Rumor de cosechas", "En el césped, me acuesto en la cama", "Oh, qué es ese sonido", "Mira, extraño, ahora en esta isla" y " Nuestros padres cazadores ".

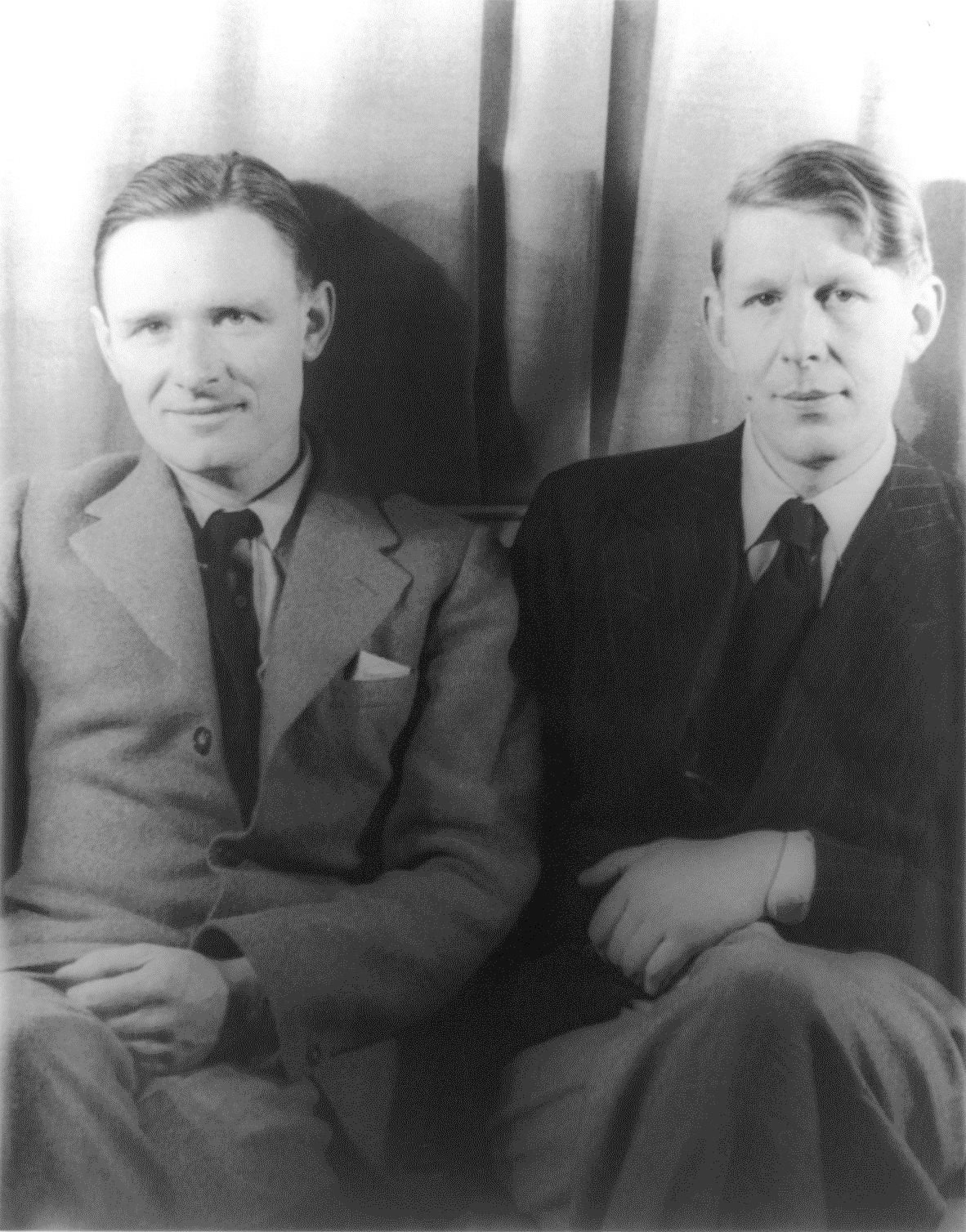
Christopher Isherwood y W. H. Auden, fotografiados por Carl Van Vechten en 1939.

Auden argumentaba que un artista debería ser una especie de periodista, y puso esta visión en práctica en Letters from Iceland (1937), un libro de viajes en prosa y verso escrito con Louis MacNeice, que incluía su largo comentario social, literario y autobiográfico "Carta a Lord Byron". En 1937, después de observar la guerra civil española, escribió un poema panfletario con intención política, "España" (1937); luego lo descartó de sus obras completas. Viaje a la Guerra (1939), un libro de viajes en prosa y verso, fue escrito con Isherwood después de su visita a la guerra sino-japonesa. La última colaboración de Auden con Isherwood fue su tercera obra, On the Frontier, una sátira contra la guerra escrita a la manera de Broadway y el West End.
Los poemas más cortos de Auden ahora se relacionan con la fragilidad y la fugacidad del amor personal ("Danse Macabre", "El sueño", "Pon tu cabeza dormida"), un tema que trató con ingenio irónico en sus "Cuatro canciones de cabaret para Miss Hedli Anderson" (que incluía "Dime la verdad sobre el amor" y la versión revisada de "Funeral Blues"), y también el efecto corruptor de la cultura pública y oficial en las vidas individuales ("Casino", "School Children", "Dover"). En 1938 escribió una serie de baladas oscuras e irónicas sobre el fracaso individual ("Miss Gee", "James Honeyman", "Victor"). Todo esto apareció en Another Time (1940), junto con poemas que incluyen "Dover", "As He Is" y "Musée des Beaux Arts" (todos los cuales fueron escritos antes de que se mudara a Estados Unidos en 1939), y "In Memory de W. B. Yeats","The Unknown Citizen", "Law Like Love", "1 de septiembre de 1939" e "In Memory of Sigmund Freud" (todos escritos en Estados Unidos).
Las elegías para Yeats y Freud son en parte declaraciones antiheroicas en las que se realizan grandes hazañas no por personajes únicos y excelsos que otros no pueden esperar imitar, sino por individuos ordinarios, corrientes y molientes que eran "tontos como nosotros" (Yeats) o de los cuales podría decirse que "no era listo en absoluto" (Freud), y que se convirtieron en maestros de los otros.

### Período medio, 1940-57

#### 1940-46

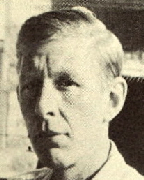
Wystan Hugh Auden.

En 1940 Auden escribió un largo poema filosófico "Carta de Año Nuevo", que apareció con notas misceláneas y otros poemas en The Double Man (1941). En el momento de su regreso a la Comunión Anglicana, comenzó a escribir versos abstractos sobre temas teológicos, como "Canzone" y "Kairos y Logos". Alrededor de 1942, a medida que se sentía más cómodo con temas religiosos, su verso se volvió más abierto y relajado, y usaba cada vez más el metro silábico que había aprendido de la poesía de Marianne Moore.
El trabajo de Auden en esta época aborda la tentación del artista de utilizar a otras personas como material para su arte en lugar de valorarlas por sí mismas ("Próspero a Ariel") y la obligación moral correspondiente de hacer y mantener compromisos mientras reconoce la tentación de romperlos ("En la salud y la enfermedad"). De 1942 a 1947 trabajó principalmente en tres largos poemas en forma dramática, cada uno diferente de los demás en forma y contenido: "Por el tiempo: un oratorio de Navidad", "El mar y el espejo: un comentario sobre La tempestad de Shakespeare" (ambos publicados en For the Time Being, 1944), y The Age of Anxiety: A Baroque Eglogue (publicado separadamente en 1947). Los primeros dos, con otros poemas nuevos de Auden de 1940 a 1944, se incluyeron en su primera edición recopilada, The Collected Poetry of W. H. Auden (1945), con la mayoría de sus poemas anteriores, muchos en versiones revisadas.

#### 1947-57
Después de completar The Age of Anxiety en 1946, obra con la que ganó el Premio Pultizer de Poesía, se centró de nuevo en poemas más cortos, notablemente "A Walk After Dark", "The Love Feast" y "The Fall of Rome". Muchos de ellos evocaban el pueblo italiano donde veraneó en 1948-57, y su siguiente libro, Nones (1951), tenía una atmósfera mediterránea nueva en su trabajo. Un nuevo tema era la "importancia sagrada" del cuerpo humano en su aspecto ordinario (respirar, dormir, comer) y la continuidad con la naturaleza que el cuerpo hacía posible (en contraste con la división entre humanidad y naturaleza que había enfatizado en la década de 1930); sus poemas sobre estos temas incluyeron "En alabanza a la piedra caliza" (1948) y "Memorial para la ciudad" (1949). En 1949 Auden y Kallman escribieron el libreto para la ópera The Rake's Progress de Igor Stravinsky, y más tarde colaboraron en dos libretos para óperas de Hans Werner Henze.
El primer libro en prosa independiente de Auden fue The Enchafèd Flood: The Romantic Iconography of the Sea (1950), basado en una serie de conferencias sobre la imagen del mar en la literatura romántica. Entre 1949 y 1954 trabajó en una secuencia de siete poemas del Viernes Santo, titulada "Horae Canonicae", un estudio enciclopédico de la historia geológica, biológica, cultural y personal, centrado en el acto irreversible del asesinato; el poema también fue un estudio en ideas cíclicas y lineales del tiempo. Mientras escribía esto, también escribió "Bucolics", una secuencia de siete poemas sobre la relación del hombre con la naturaleza. Ambas secuencias aparecieron en su siguiente libro, El escudo de Aquiles (1955), con otros poemas cortos, incluido el poema del título del libro, "Visita de la flota" y "Epitafio para el soldado desconocido". 
En 1955-56 Auden escribió un grupo de poemas sobre "historia", el término que solía referirse al conjunto de eventos únicos hechos por elecciones humanas, en oposición a "naturaleza", el conjunto de eventos involuntarios creados por procesos naturales, estadísticos, y fuerzas anónimas como multitudes. Estos poemas incluyen "T the Great", "The Maker", y el poema del título de su siguiente colección Homenaje a Clío (1960).

### Periodo final, 1958-73

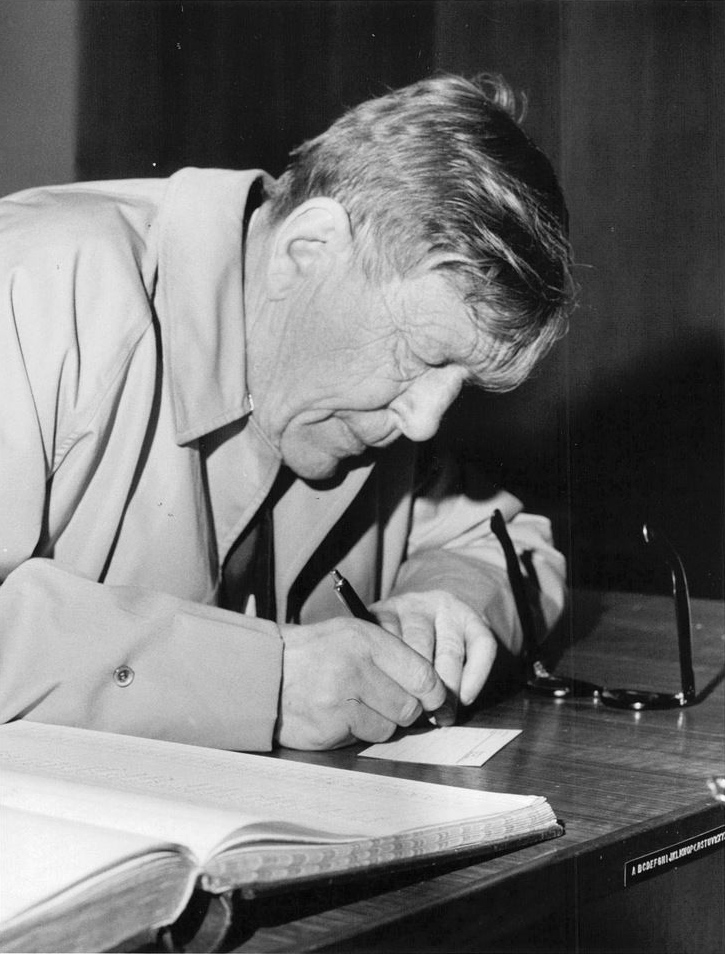
W H Auden en 1964

A finales de la década de 1950, el estilo de Auden se volvió menos retórico, mientras que su gama de estilos aumentó. En 1958, tras trasladar su residencia de verano de Italia a Austria, escribió "Adiós al Mezzogiorno"; otros poemas de este período incluyen "Dichtung und Wahrheit: Un poema no escrito", un poema en prosa sobre la relación entre el amor y el lenguaje personal y poético, y el contraste "Dame Kind", sobre el instinto reproductivo impersonal anónimo. Estos y otros poemas, incluidos sus poemas sobre la historia de 1955-66, aparecieron en Homage to Clio (1960). Su libro en prosa The Dyer's Hand (1962) reunió muchas de las conferencias que dio en Oxford como profesor de poesía en 1956-61, junto con versiones revisadas de ensayos y notas escritas desde mediados de la década de 1940.
Entre los nuevos estilos y formas del trabajo posterior de Auden se encuentran el haiku y la tanka que comenzó a escribir después de traducir haikus y otros versos en Dag Hammarskjöld. Una secuencia de quince poemas sobre su casa en Austria, Acción de Gracias por un Hábitat (escrita en varios estilos que incluían una imitación de William Carlos Williams) apareció en About the House (1965), junto con otros poemas que incluían su reflexión sobre sus conferencias, "En el circuito". A finales de la década de 1960 escribió algunos de sus poemas más vigorosos, incluyendo "River Profile" y dos poemas que rememoraron su vida, "Prologue at Sixty" y "Forty Years On". Todos estos aparecieron en City Without Walls (1969). Su pasión de por vida por las leyendas islandesas culminó en su traducción en verso de The Elder Edda (1969). Entre sus temas posteriores figuraba el "cristianismo sin religión" que aprendió en parte de Dietrich Bonhoeffer, el destinatario de su poema "El niño del viernes".
A Certain World: A Commonplace Book (1970) era una especie de autorretrato hecho de citas favoritas con comentarios, ordenadas alfabéticamente por tema. Su última prosa fue una selección de ensayos y reseñas, Forewords and Afterwords (1973). Sus últimos libros de verso, Epístola a un ahijado (1972) y el inconcluso Gracias, Niebla (publicado póstumo, 1974) incluyen poemas reflexivos sobre el lenguaje ("Lingüística Natural") y sobre su propio envejecimiento ("Un saludo de Año Nuevo", "Hablando conmigo mismo", "Una canción de cuna" ["El estrépito del trabajo es moderado"]). Su último poema completo fue "Arqueología", sobre el ritual y la atemporalidad, dos temas recurrentes en sus últimos años.
En 1970 el secretario general de las Naciones Unidas U Thant comisionó a Pau Casals la composición de una canción dedicada a las Naciones Unidas, y la letra de la canción fue encargada a Auden, quién compuso el poema An ode to world peace (Una oda a la paz mundial). La obra llamada Himno a las Naciones Unidas, con la letra de Auden y la música de Pau Casals, fue estrenada el 24 de octubre de 1971 en el salón de sesiones de la sede de la ONU.

## Ejemplo de su poesía

### El ciudadano desconocido[31]
Fue elegido por la Oficina de Estadística por ser / alguien contra quien no hubo nunca una queja oficial, / y todos los informes sobre su conducta están de acuerdo. / Eso (en el sentido moderno de una palabra pasada de moda) era ser un santo, / porque en todo lo que hizo sirvió a la comunidad. / Excepto en la guerra, hasta el día en que se retiró / trabajó en una fábrica y nunca fue despedido, / satisfizo a sus empleadores, Fudge Motors Inc. / Sin embargo, no era un bicho raro en sus puntos de vista, / su sindicato informa que pagó sus cuotas / (nuestro informe sobre su sindicato muestra que fue bueno) / y nuestros trabajadores de Psicología Social encontraron / que era popular entre sus amigos y que le gustaba echar un trago. / La prensa está convencida de que compró un periódico todos los días / y que sus reacciones a los anuncios eran normales en todos los sentidos. / Las pólizas tomadas a su nombre demuestran que estaba completamente asegurado, / y su tarjeta sanitaria muestra que estuvo una vez en el hospital pero lo dejó curado. / Tanto Producers Research como High-Grade Living declaran que / era plenamente sensible a las ventajas de las letras de pago a plazos / y tenía todo lo necesario para el hombre moderno: / un fonógrafo, una radio, un automóvil y un frigorífico. / Nuestros investigadores de opinión están contentos, / pues que tenía las opiniones adecuadas para cada época del año; / cuando hubo paz, él estaba por la paz: cuando hubo guerra, fue a la guerra. / Estaba casado y agregó cinco hijos a la población, / lo que, nuestro natalista dice, era el número correcto para uno de su / generación. Y nuestros maestros informan que nunca interfirió con su / educación. ¿Era libre? ¿Era feliz? La pregunta es absurda: / si algo hubiera ido mal, sin duda deberíamos haberlo oído.

## Reputación e influencia
Probablemente la visión crítica más común desde la década de 1930 en adelante lo calificó como el último y el menos importante de los tres poetas británicos principales del siglo XX, Yeats, Eliot, Auden, mientras que una visión minoritaria, más prominente en los últimos años, lo clasifica como el más alto de los tres. Las opiniones han variado desde las de F. R. Leavis, quien escribió con ironía sobre Auden que era "autodefensivo, autocomplaciente o simplemente irresponsable" y Harold Bloom, que escribió "cierre su Auden y abra su Wallace Stevens", al obituario en The Times (Londres), que escribió: "W. H. Auden, por mucho tiempo, el enfant terrible de la poesía inglesa... emerge como su maestro indiscutible."
Las estimaciones críticas se dividieron desde el comienzo. Al revisar el primer libro de Auden, Poems (1930), Naomi Mitchison escribió: "Si esto es realmente solo el comienzo, quizás tengamos que esperar a un maestro". Pero John Sparrow, recordando el comentario de Mitchison en 1934, descartó el trabajo inicial de Auden como "un monumento a los objetivos equivocados que prevalecen entre los poetas contemporáneos, y el hecho de que... esté siendo aclamado como 'un maestro' muestra cómo la crítica está ayudando a la poesía en el camino descendente". Joseph Brodsky en cambio afirmó que tenía "la mente más grande del siglo veinte".
El estilo recortado, satírico e irónico de Auden en la década de 1930 fue ampliamente imitado por poetas más jóvenes como Charles Madge, quien escribió en un poema "allí me aguardaba en la mañana de verano / Auden ferozmente. Leí, me estremecí y supe" Fue ampliamente descrito como el líder de un "grupo Auden" que comprendía a sus amigos Stephen Spender, Cecil Day-Lewis y Louis MacNeice. Los cuatro fueron ridiculizados por el poeta derechista Roy Campbell como si fueran un solo poeta indiferenciado llamado "Macspaunday". Las obras poéticas propagandísticas de Auden, incluyendo The Dog Beneath the Skin y The Ascent of F6, y sus poemas políticos como "Spain" le dieron la reputación de poeta político escribiendo con voz progresista y accesible, en contraste con Eliot; pero esta postura política provocó opiniones opuestas, como la de Austin Clarke que calificó el trabajo de Auden de "liberal, democrático y humano" y John Drummond, quien escribió que Auden utilizó indebidamente un "truco característico y popularizador, la imagen generalizada" , para presentar puntos de vista ostensiblemente izquierdistas que, de hecho, estaban "confinados a la experiencia burguesa".
La marcha de Auden a los Estados Unidos en 1939 fue debatida en Gran Bretaña (una vez, incluso, en el Parlamento), y algunos vieron su emigración como una traición. Los defensores de Auden, como Geoffrey Grigson, en una introducción a una antología de poesía moderna de 1949, escribieron que Auden "se arquea sobre todo". El calado de su obra ya lo sugerían títulos de libros como Auden y After de Francis Scarfe (1942) y The Auden Generation de Samuel Hynes (1977).

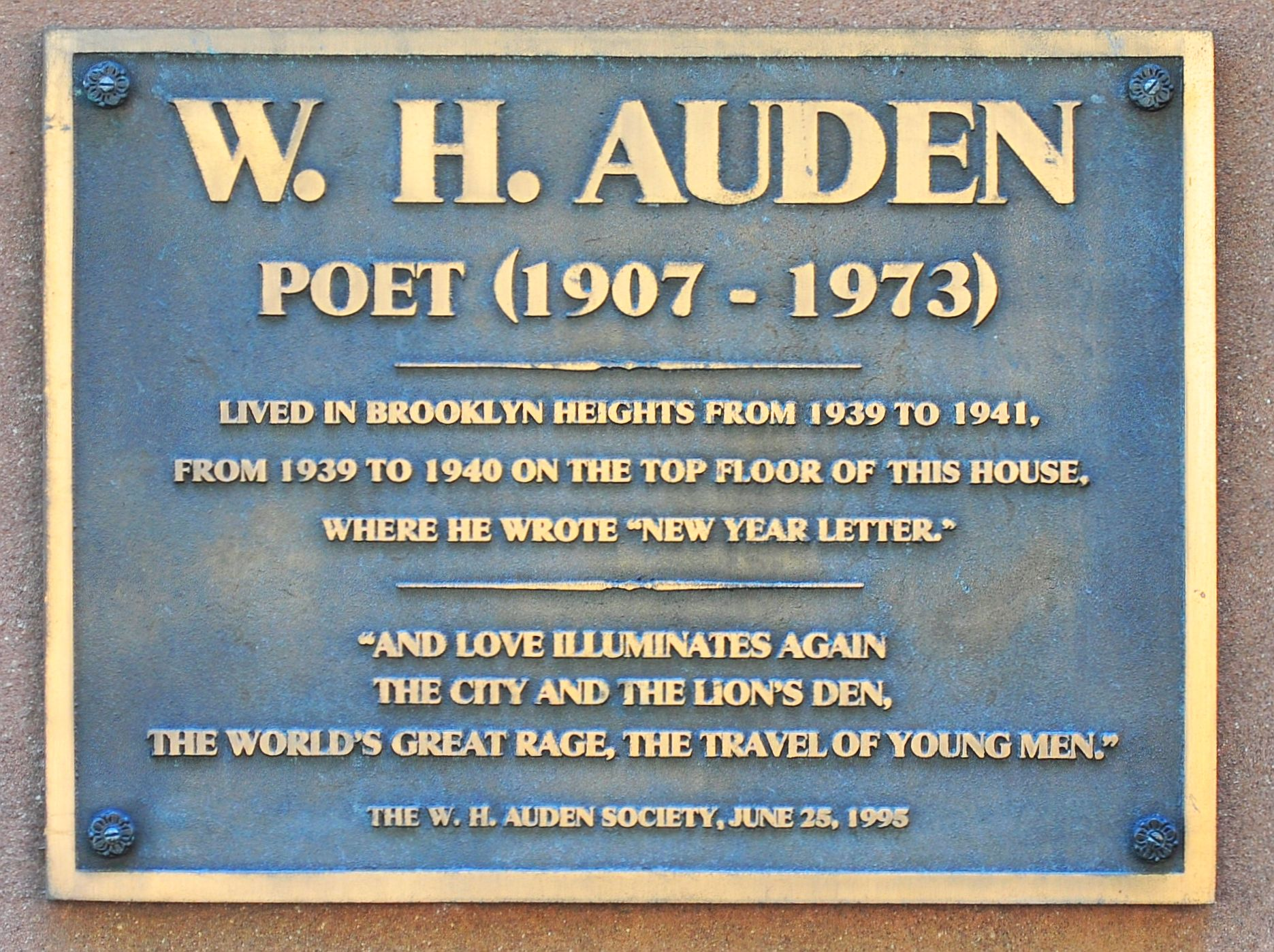
Placa conmemorativa en una de las casas de Auden en Brooklyn Heights, Nueva York

En los Estados Unidos, a partir de finales de la década de 1930, influyó el tono irónico de las estrofas regulares de Auden; John Ashbery recordó que en la década de 1940 Auden "era el poeta moderno". Las influencias formales de Auden penetraron tanto en la poesía estadounidense que el estilo místico de la Generación Beat fue en parte una reacción contra su influencia. Desde la década de 1940 hasta la década de 1960, muchos críticos lamentaron que el trabajo de Auden se hubiera rebajado respecto a su obra anterior; Randall Jarrell escribió una serie de ensayos contra la obra posterior de Auden, y "What's Become of Wystan?" de Philip Larkin (1960) tuvo un gran impacto.
Tras su muerte, algunos de sus poemas, especialmente "Funeral Blues", "Musée des Beaux Arts", "Refugée Blues", "The Unknown Citizen" y "1 de septiembre de 1939", se hicieron conocidos por un público mucho más amplio que durante su vida a través de películas, transmisiones y medios populares.
El primer estudio completo de Auden fue Auden: An Introductory Essay (1951), de Richard Hoggart, que concluyó que "el trabajo de Auden, es una fuerza civilizadora". Fue seguido por el de Joseph Warren Beach, The Making of the Auden Canon (1957), una lectura desaprobadora de las críticas de Auden a su trabajo anterior. El primer análisis crítico sistemático fue The Poetry of W. H. Auden: The Disenchanted Island (1963) de Monroe K. Spears, escrito a partir de la convicción de que la poesía de Auden puede ofrecer al lector entretenimiento, instrucción, entusiasmo intelectual y una pródiga variedad de placeres estéticos, todo en una abundancia generosa sin par en nuestro tiempo".
Auden fue uno de los tres candidatos que recomendó el comité de la Academia Sueca para el Premio Nobel de Literatura en 1963 y 1965 y de los seis que fueron recomendados para el premio de 1964. En el momento de su muerte, en 1973, había alcanzado el estatus de un anciano estadista respetado, y le fue colocada una lápida conmemorativa en el Poets' Corner de la Abadía de Westminster en 1974. La Encyclopædia Britannica escribe que "en el momento de la muerte de Eliot en 1965... podría hacerse la afirmación de que Auden era, de hecho, su sucesor, ya que Eliot había heredado el único derecho a la supremacía cuando falleció Yeats en 1939". Los críticos británicos, salvo algunas excepciones, tendieron a valorar sus primeros trabajos como los mejores, mientras que los estadounidenses favorecían más su trabajo de madurez.
Otro grupo de críticos y poetas ha mantenido que, a diferencia de otros poetas modernos, la reputación de Auden no había disminuido tras su muerte y el influjo que sus escritos posteriores ejercieron fue especialmente fuerte en poetas estadounidenses más jóvenes como John Ashbery, James Merrill, Anthony Hecht y Maxine Kumin. Posteriores evaluaciones típicas lo describen como "posiblemente el poeta más grande del siglo XX" (Peter Parker y Frank Kermode), quien "ahora parece claramente el mejor poeta en inglés desde Tennyson" (Philip Hensher).
El reconocimiento público del trabajo de Auden aumentó drásticamente después de que su "Funeral Blues" ("Detener todos los relojes") fuera leído en voz alta en la película Four Weddings and a Funeral (1994); posteriormente, una edición panfletaria de diez de sus poemas, Tell Me the Truth About Love, vendió más de 275.000 copias. Tras el 11 de septiembre de 2001, su poema de 1939 "1 de septiembre de 1939" se difundió con frecuencia. Las lecturas públicas y los tributos emitidos en el Reino Unido y los Estados Unidos en 2007 marcaron su año de centenario.
En general, la poesía de Auden se destaca por su logro estilístico y técnico, su compromiso con la política, la moral, el amor y la religión, y su variedad en el tono, la forma y el contenido.
Las piedras y las placas conmemorativas de Auden incluyen las de la Abadía de Westminster; en su lugar de nacimiento (55 de Bootham, York); cerca de su casa en Lordswood Road, Birmingham; en la capilla de Christ Church (Oxford); en el lugar de su apartamento en 1 Montague Terrace (Brooklyn Heights); en su apartamento de 77 St. Marks Place, Nueva York (dañada y ahora retirada) y en el lugar de su muerte en Walfischgasse 5 (Viena); en su casa de Kirchstetten (Austria), su estudio está abierto al público previa solicitud.

## Selección de sus obras publicadas

### Poesía
- Collected Poems, edición de Edward Mendelson.
- Traducida al español:
  - Poemas escogidos; Visor, 1981; trad. Antonio Resines.
  - Doce poemas. Twelve songs; trad. de Juan V. Martínez Luciano; introd. de Ana Gimeno Sanz; Valencia: Quervo Poesía n.º 15, mayo de 1987. Ed. bilingüe.
  - El mar y el espejo (The Sea and the Mirror); Bartleby, 1996; trad. Antonio Fernández Lera.
  - Un poema no escrito (Dichtung und Wahrheit); Pre-Textos, 1996; trad. Javier Marías.
  - Gracias, niebla (Thank You, Fog); Pre-Textos, 1996; trad. Silvia Barbero.
  - Otro tiempo (Another Time); Pre-Textos, 2002; trad. Álvaro García.
  - Canción de cuna y otros poemas (Recopilación); Lumen, 2006; trad. Eduardo Iriarte.
  - Carta de Año Nuevo, Pre-Textos, 2006; trad. Gabriel Insausti
  - Los señores del límite (Recopilación); Círculo de Lectores, 2007; trad. Jordi Doce.

### Obra teatral
(con Christopher Isherwood)
- El perro bajo la piel (The Dog Beneath the Skin, 1935)
- El despegue del F6 (The Ascent of the F6, 1936)
- En la frontera (On the Frontier, 1938)

### Obra crítica
- El prolífico y el devorador (The Prolific and the Devourer); Barcelona, Edhasa, 1996.
- Iconografía romántica del mar (The Enchafed Flood or the Romantic Iconography of the Sea); México, UNAM, 1996.
- El mundo de Shakespeare (The Dyer's Hand); B. Aires, Adriana Hidalgo, 1999.
- La mano del teñidor (The Dyer's Hand); B. Aires, Adriana Hidalgo, 2001.
- Prólogos y epílogos (Forewords and Afterwords); Barcelona, Península, 2003.
- Trabajos de amor dispersos (Lectures on Shakespeare); Barcelona, Crítica, 2003.

### Literatura de viajes
- Cartas de Islandia; Barcelona, Alba, 2000.